# Кюшу
Кюшу (на японски 九州, което означава „девет области“, по английската Система на Хепбърн Kyūshū) е вторият по население (13,44 млн. души през 1995) и третият по площ (35 640 km2) остров в Япония. Името му идва от първоначалната административна уредба, когато островът е разделен на девет области.
Освен това Кюшу е името на един от 8-те региони на Япония. Към този регион спадат, освен самият остров, както и много други малки острови като напр. остров Цушима и островните групи Гото и Рюкю.

## Природа
Остров Кюшу е третият по големина от 4-те основни японски острова. Неговата площ възлиза на 35 640 km², дължината му от север на юг е около 330 km, а най-голямата ширина – около 230 km. Той заема югозападната част на архипелага, като на изток и югоизток бреговете му се мият от водите на Тихия океан, на запад и северозапад – от водите на Източнокитайско море, а на североизток – от водите на Вътрешно Японско море. На север тесния (0,64 km) проток Шимоносеки (Камон) го отделя от остров Хоншу, на североизток протоците Хаясуи (13,2 km) и Бунго (30 km) – от остров Шикоку, а на юг протока Осуми (28,2 km) – от остров Танегашима (най-северния от островите Рюкю.
Южните, западните, северозападните и североизточните му брегове са силно разчленени от многочислени заливи (Сибуси, Кагошима, Яцусиро, Шимабара, Татибана, Омура, Бепу, Усуки и др.), полуострови (Осуми, Сацумо, Кунисаки и др.) и крайбрежни острови (Косики, Нагасима, Амануса, Хирадо, Ики и др.). На запад от него е разположен архипелага Гото, а на северозапад – архипелага Цушима. Източното и югоизточното му крайбрежие е предимно праволинейно.
Източните, централните и южните части на Кюшу са заети от средно високи планини, а северните и западните части – от възвишения и ниски планини. Ниски алувиални равнини са разположени предимно на запад и северозапад. Планините са изградени предимно от гранити, шисти и вулканични скали, а възвишенията и равнините – от пясъчници и конгломерати. В северозападната му част, в районите на селищата Тикуго, Миике и Хидзен се разработват най-големите в Япония каменовъглени находища. На острова има интензивна вулканична дейност, като по-известните вулкани са Асо (1592 m, най-активния вулкан в Япония), Кирисима (1700 m), Сакураджима, Ундзен и др. Най-високата точка на Кюшу е вулканският конус Кудзю (1788 m). Островът е със силна сеизмична дейност, като най-големите земетресения през 20-ти века са през 1909, 1961 и 1968 г. Поради засилената вулканична дейност Кюшу е богат на множество термални източници, като най-известните са около град Бепу в североизточната му част.
Климатът е субтропичен, мусонен. Средната януарска температура в планините е около 0°С, а в крайбрежните равнини – 10°С. Средната юлска е съответно 15°С и 28°С. Годишната сума на валежите варира от 1600 до 3000 mm , с максимум през лятото. По време на зимния мусон се наблюдават чести застудявания. Характерно явление за Кюшу са тайфуните. Край бреговете на острова преминават топлите течения Куросио и Цушимско.
Реките на острова са предимно планински, богати на хидроенергийни запаси, а водите им широко се използват за напояване. Най-големите реки са: Онга, Тикуго, Кикути, Сиракава, Мидори, Кума, Сендай (от басейна на Източнокитайско море); Оно (от басейна на Вътрешно Японско море); Гокасе, Мими, Хитоцусе, Ойодо (от басейна на Тихия океан).
Склоновете на планините на височина до 850 m са покрити със субтропични вечнозелени гори съставени от вечнозелен дъб, камелия, магнолия и лиани. Нагоре следват листопадни и иглолистни гори, предимно от бор и криптомерия, а най-високите части са заети от храсти, пасища и пустеещи земи. Южните части на острова са обрасли с преходни мусонно-тропически гори с участието на палми, дървовидни папрати, сагови палми и др.
Произвеждат се земеделски продукти като ориз, чай, тютюн, картофи и соя. Освен това се осъществява производство на коприна.

## История
Още от периода Дзёмон, който започва преди повече от 10 000 години и продължава до преди около 3000 години, регионът на Кюшу е бил обитаван от хора, водещи ловджийско-събирателски начин на живот. Много археологически находки от този период свидетелстват за богатата културна дейност в района. Още оттогава се наблюдават активни контакти с Окинава, което предполага културна приемственост между двата региона.
С настъпването на периода Яйой започва навлизането на земеделска култура в Япония, предимно от северната част на Кюшу. Хората от периода Яйой, които мигрират към региона, постепенно се смесват с местното население от Дзёмон, като по този начин се формира основата на съвременния японски народ.
Счита се, че Кюшу е една от люлките на японската цивилизация. По време на периода Яйой островът е разделен на стотици малки държави. Сред влиятелните от тях били държавата Нукуни (奴国), разположена на мястото на днешен град Фукуока, и държавата Ицукоку (伊都国) в съвременния град Итошима. В южната част на Кюшу – днешните префектури Кагошима и Миядзаки – живеел народ, известен като Хаято (隼人), който често се сражавал помежду си, но понякога и се обединявал срещу общ враг.
В края на периода Яйой се появява държавата Яматайкоку, управлявана от жрица на име Химико. Въпреки това, този период е слабо документиран в историческите източници и остава до днес обвит в мистерия.
През периода на древните гробници (Кофун) в Кюшу се случват събития като Потушаването на Кумасо и Бунта на Иваи (磐井の乱), което показва съпротивата на региона срещу централната власт на Ямато. Някои теории предполагат, че по това време в Кюшу е съществувала отделна династия, независима от Ямато, което може да обясни уникалните културни характеристики на региона до днес.
През периода Нара и Хейан, в днешния град Дадзайфу в префектура Фукуока е установена административната столица Дадзайфу, която отговаряла за управлението на целия остров Кюшу. По времето на рицарската правна система (律令制), островът е бил разделен на девет провинции: Чикудзен, Чикуго, Бузен, Буго, Хидзен, Хиго, Хюга, Сацума и Осуми – оттук идва и названието „Кюшу“ (буквално „девет провинции“). Руините на административния център Дадзайфу могат да се видят и днес.
През периода Камакура, Кюшу е подложен на атаки от външни сили, включително инвазии от Монголската империя, която напада островите Цушима и района на Хаката. Въпреки това, самураите успешно отблъскват нападателите. По време на периода Сангоку (Воюващите държави), трите мощни клана Шимадзу, Отомо и Рюдзоджи доминират региона, като особено силна е феодалната област Сацума (днешна Кагошима), наричана „Спарта на Изтока“ заради строгата си система на образование и военна дисциплина. Сацума дори се доближава до обединение на Кюшу, но в крайна сметка е подчинена от Тойотоми Хидейоши.
През епохата Едо Япония влиза в период на изолация (сакоку), но пристанището на Нагасаки, под управлението на феодалната област Хидзен, остава единственият прозорец към външния свят. Дори и в този период областта Сацума остава силно автономна и поддържа тесни отношения с Кралство Рюкю, внасяйки рюкюска култура в Кюшу. По този начин се запазват уникални традиции, които се различават от тези на Хоншу.
В края на периода Едо, Саигō Такамори от Сацума играе ключова роля в създаването на новата императорска власт и началото на ерата Мейджи.
По време на Втората световна война, Кюшу е подложен на въздушни нападения от американската армия, като при бомбардировките над Фукуока загиват множество цивилни.
Днес Кюшу запазва своята уникална идентичност като регион, в който са съхранени южни и древни културни традиции, различаващи се от тези в Хоншу.
На о-в Кюшу посрещат смъртта си рекордьорите Камато Хонго (116 години) и Юкичи Чуганджи (114 години).

## Администрация
Регионът е разделен на осем префектури:
- Фукуока
- Кагошима
- Кумамото
- Миядзаки
- Нагасаки
- Оита
- Окинава
- Сага

## Икономика
Най-големият град на Кюшу и с най-голямо значение за него е Фукуока (пристанище, индустрии и институции). Вторият по големина град е Китакюшу, където е развита тежката промишленост (стоманолеярен завод). Други важни градове са Омута (химическа промишленост), Нагасаки (пристанище, музей на атомната бомба), Кумамото и Кагошима.